# Capparis lucens
Capparis lucens là một loài thực vật có hoa trong họ Capparaceae. Loài này được Hauman mô tả khoa học đầu tiên năm 1950.